# シカゴ・スパイア
シカゴ・スパイア (Chicago Spire) は、アメリカ合衆国イリノイ州シカゴの建設が中止された超高層ビル。以前は、「フォーダム・スパイア」とも呼ばれていた。2005年、フォーダム社(Fordham Company)のクリストファー・カーリーが計画を発表し、シカゴ市当局の支援も得られたが、資金繰りに失敗、Shelbourne Development Groupのギャレット・ケレハーが事業を継承した。そのため、3回の設計変更が行われた。2007年6月に建設が始まったが、世界金融危機を受けて2008年に中断した後、2010年に計画が取り消された。設計はスペインのサンティアゴ・カラトラバ。カラトラバに設計費が支払われていないことから、カラトラバの担保物権になっている。

## 概要

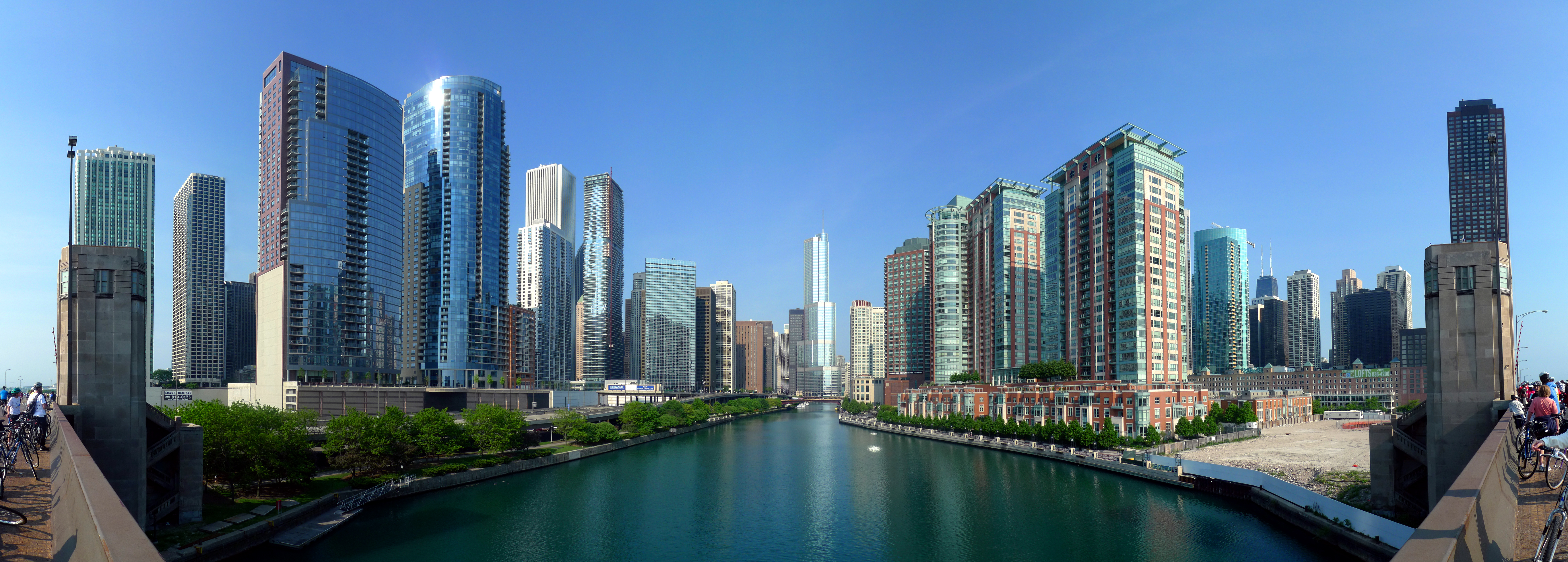
シカゴ・スパイアの予定地(右)

アンテナまでの高さ609.6m(150階建て)でほとんどがコンドミニアムとなる予定で、当初は2011年に完成予定であった。フォーダム・スパイアと呼ばれたフォーダム社の事業であった時代(2005年当時)には、115階建てで、ホテルとコンドミニアム兼用のビルとして計画されていた。
計画当初の竣工予定時点においては、アメリカで一番高いシカゴのウィリス・タワー(旧シアーズ・タワー、442m)や、ニューヨークで建設中の1 ワールドトレードセンター(541m)を抜いて世界一高いビルとなる予定であったが、2010年にドバイに828mの超高層ビル『ブルジュ・ハリファ』が完成していることから、計画が実行されたとしても北米一高いビルの座に留まることになっていた。